# Marietta Alboni
Pour les articles homonymes, voir Alboni (homonymie).
Maria Anna Marzia Alboni, dite Marietta Alboni, est une cantatrice italienne, née le 6 mars 1826 à Città di Castello (Ombrie) et morte le 23 juin 1894 à Ville-d'Avray (Hauts-de-Seine). Elle est considérée comme l’une des plus grandes contraltos de l’histoire de l’opéra.

## Biographie
Marietta Alboni fut l’élève d'Antonio Bagioli (it) à Cesena, et surtout, pendant un cycle triennal complet d’étude, de Gioachino Rossini et Alessandro Mombelli au lycée musical de Bologne, dont ils venaient d'être nommés respectivement « conseil perpétuel honoraire » et professeur de chant par intérim. La cantatrice resta tout au long de sa vie profondément reconnaissante et totalement dévouée à son ancien « maestro » Rossini, presque un deuxième père pour elle. Après avoir obtenu son diplôme en 1842, elle fit ses débuts à 16 ans à Bologne dans le rôle comprimario de Climene en Saffo de Giovanni Pacini, mais, grâce à l’entremise directe de Rossini, elle fut tout de suite engagée par Bartolomeo Merelli, alors directeur soit du théâtre La Scala de Milan soit du Kärntnertortheater de Vienne, en s’imposant en rôles comme Néocles dans l’édition italienne de Le Siège de Corinthe de Rossini, Orsini de Lucrezia Borgia, Pierotto de Linda di Chamounix et Leonora de La favorite (édition italienne renommée Elda), tous de Gaetano Donizetti.
Entre 1844 et 1847, elle se produisit dans les plus grandes villes de l’Europe nord-orientale : Vienne et Saint-Pétersbourg d'abord, puis Prague, Berlin, Hambourg, Carlsbad et bien d’autres endroits de la Pologne, de la Hongrie et de l’Autriche. En 1847, après être passée brièvement par l’Italie, elle s’établit à Paris et débuta à Londres, à Covent Garden, dans le rôle d’Arsace de Semiramide de Rossini. Ce même rôle fut choisi l’an suivant pour le début parisien au Théâtre-Italien.
Au cours des quinze années suivantes, Alboni chanta, pratiquement sans interruption, dans les différents théâtres des deux capitales. En 1850, après avoir acquis une maîtrise convenable de la langue française, elle accepta finalement de débuter sur la scène de l'Opéra dans le rôle de Fidès du Prophète de Giacomo Meyerbeer. Dans la même période elle fit aussi beaucoup de tournées internationales, allant jusqu'aux États-Unis au cours des années 1852-1853 avec la violoniste Camille Urso et la cantatrice Henriette Sontag.
Les succès qu'elle obtient à l'Opéra, font qu'elle est choisie pour prendre part aux exécutions musicales données au palais des Tuileries pour l'impératrice Eugénie. Ces concerts réunissaient les noms des plus grands artistes de l'Académie impériale de musique et du Théâtre-Italien,.
Elle épouse en 1854 le comte Achille Pepoli (souvent cité erronément comme Carlo Pepoli), tout en conservant son nom de jeune fille pour la scène. En 1863, elle doit brusquement interrompre sa carrière musicale pour la première fois à cause de la grave maladie mentale qui avait atteint son mari. Il meurt en 1867, et une année plus tard, en 1868, elle n’hésite point à sortir de sa retraite pour participer aux funérailles de son adoré maître et ami, Rossini, dans l’église de la Sainte-Trinité à Paris. Au cours de la cérémonie, elle chante, aux côtés d’Adelina Patti, une strophe du Dies iræ : Liber scriptum, adaptée sur la musique du duo du Stabat mater de Rossini : Quis est homo. Par déférence pour son ancien maître l’Alboni consentit, en outre, à reparaître devant le public pour chanter, en tournée par l’Europe, la version orchestrale de la Petite messe solennelle, ainsi qu’elle avait autrefois promis à Rossini même.
Elle fait ses adieux définitifs à la scène au Théâtre Italien de Paris en 1872, dans le rôle de Fidalma de Il matrimonio segreto de Domenico Cimarosa, mais elle ne cesse jamais complètement de chanter, en privé ou en concerts de bienfaisance. Lorsque, en 1887, sur la demande du gouvernement italien, le gouvernement français autorisa la translation des restes mortels de Rossini dans la basilique Santa Croce de Florence, Marietta Alboni, alors une riche dame de 61 ans, se tenant à l’écart depuis de longues années, met la main à la plume et adresse au ministre italien des Affaires étrangères Di Robilant une lettre dans laquelle elle se met à la disposition du gouvernement italien en réclamant l’honneur, « comme Italienne et élève du maître immortel », de chanter elle-même la Petite messe solennelle, « dernière composition de Rossini », « dans [sa] chère et aimée patrie, le jour de la cérémonie officielle ». La pensée généreuse de l’Alboni ne peut cependant se réaliser et elle ne que participer, « émue et tremblante », à la cérémonie de l’exhumation à Paris. Le correspondent parisien du journal de Rome Fanfulla écrit pour l’occasion : « Les photographes fixèrent dans le même objectif celle qui fut la plus grande exécutante de la Cenerentola et de Semiramide et ce qui reste de celui qui écrivit ces chefs-d’œuvre ».
En 1877, la comtesse Pepoli avait épousé en secondes noces, en l'église Saint-Pierre-de-Chaillot, Charles Denis Zieger, capitaine de la Garde Républicaine. Elle meurt à Ville-d'Avray, près de Paris, dans sa « Villa La Cenerentola », et est inhumée au cimetière du Père-Lachaise. Toujours engagée en œuvres de charité (souvent en mémoire de son maître Rossini), Marietta Alboni légua presque tous ses biens aux pauvres de Paris. Dans son testament, elle écrit ces mots : « C’est en chantant, en pratiquant cet art suprême, que j’ai acquis toute la fortune que je possède, et je quitterai la vie avec cette douce pensée d’en avoir disposé pour encourager et pour consoler ».

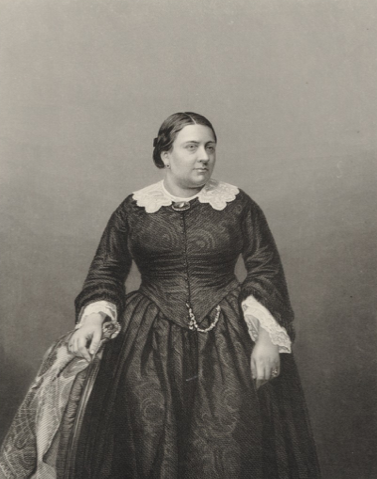
Portrait de Marietta Alboni (D.J. Pound, d'après une photographie de Mayall) (1875).
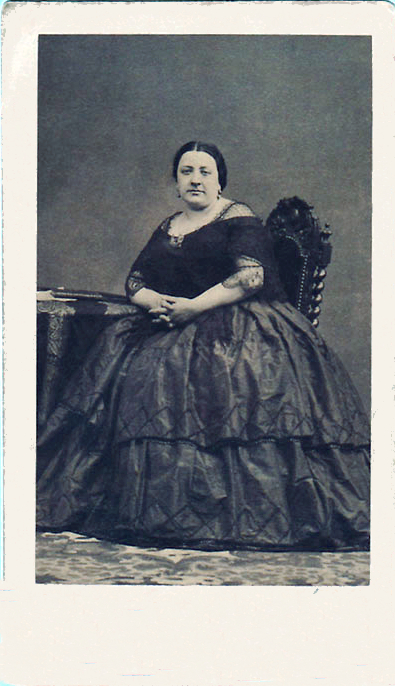
Marietta Alboni, autre carte de visite d'André Adolphe Eugène Disdéri.
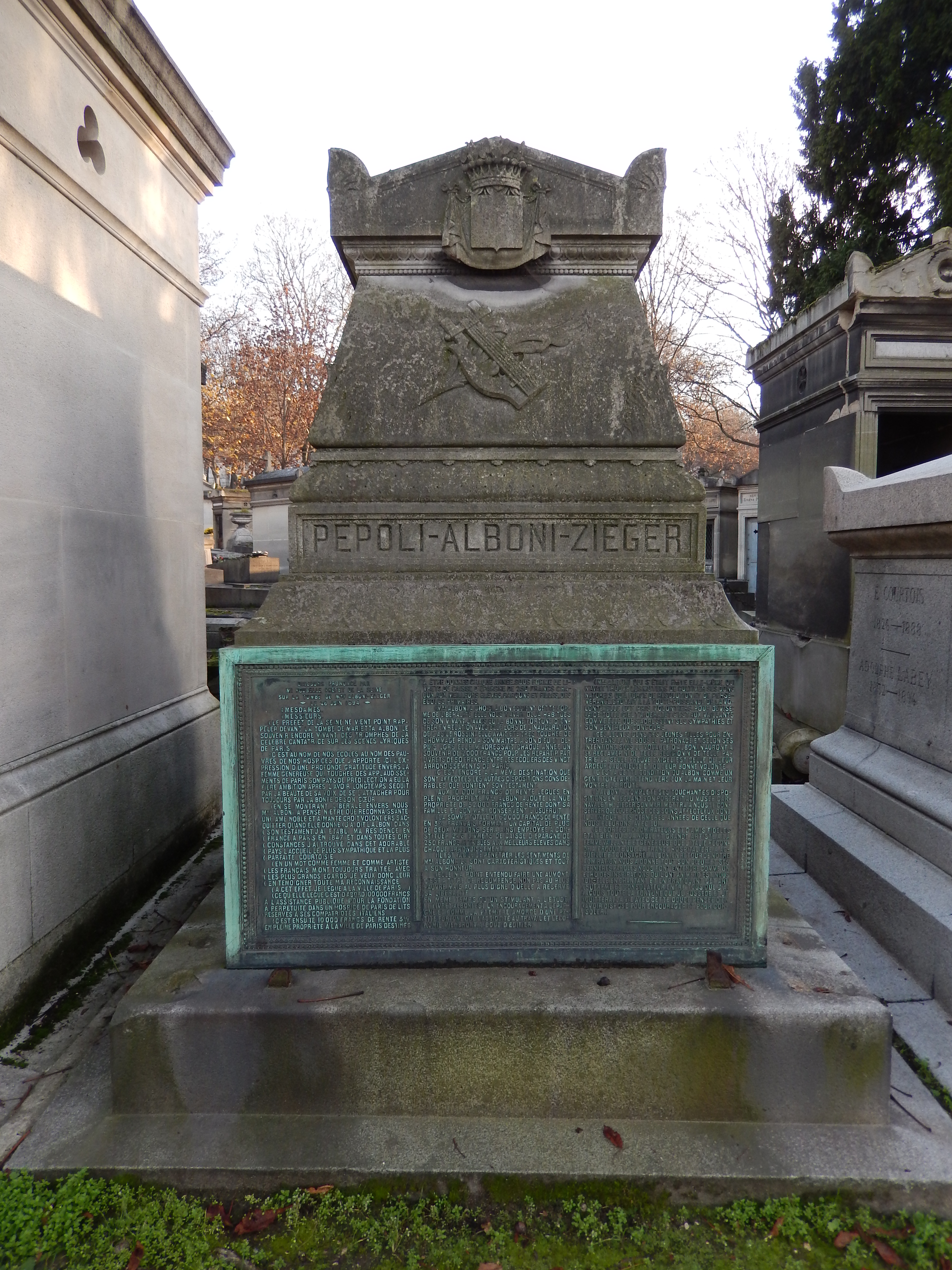
Tombe de Marietta Alboni (cimetière du Père Lachaise, division 66).

## Caractéristiques artistiques

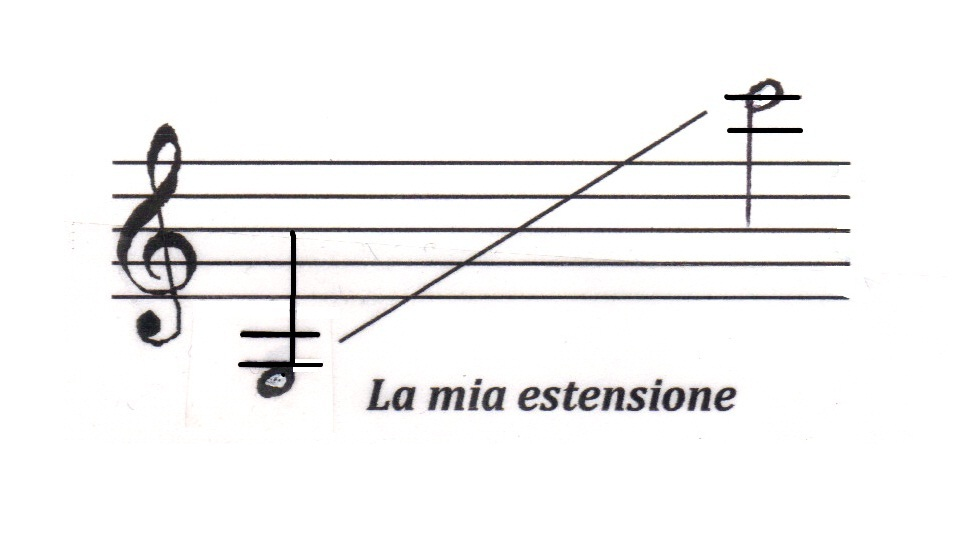
Reproduction d’une annotation manuelle de son ambitus vocal (it. : « estensione »), faite par Marietta Alboni sur un album de famille
(d’après celle représentée en Pougin, p. 1).

Elle a été considérée, de pair avec sa devancière Rosmunda Pisaroni, comme la plus grande contralto rossinienne du XIXe siècle, ou, encore, grâce à ses études de jeunesse, elle peut être regardée comme une véritable incarnation des principes du chant rossinien. Sa voix avait une étendue très large, vers le haut aussi : ainsi qu'elle-même put coucher par écrit en mainte occasion, son ambitus allait du sol2 au do5 et donc couvrait la suite entière des registres de la voix féminine, lui permettant d’être un contralto authentique, tel qu’elle s’estimait premièrement, mais aussi d’aborder des rôles de véritable soprano, surtout quand elle était en tournée hors de France et devait respecter les gouts locaux : « J’étais obligée de choisir mon répertoire comme je le pouvais, la musique de Rossini n’étant pas toujours appréciée à sa juste valeur ». Elle choisissait, de toute façon, avec circonspection, en se bornant d’ordinaire aux rôles créés par une catégorie particulière de cantatrices qui s’épanouit à cheval entre la période classique et l'avènement définitif de la musique romantique. Elle était composée grosso modo par des mezzo-sopranos, appelées initialement contraltos pour raisons d’étiquette, et qui s'étaient ensuite transformées en véritables sopranos, même si leur ambitus n'était pas sûrement très étendu. C’est là le cas des rôles d’Elena en La donna del lago, créé par Isabella Colbran, de Ninetta en La gazza ladra, créé par Teresa Belloc-Giorgi, et d'Amina, Anna Bolena et Norma, créés par Giuditta Pasta.
Marietta Alboni possédait puissance, douceur, plénitude et une grande flexibilité. Par la qualité de sa voix, elle excellait dans les passages qui réclamaient une élévation et un calme quasi religieux. En tant qu’actrice, elle possédait la vivacité, la grâce et le charme, qui lui étaient permis par sa constitution physique remarquablement replète, et on a parfois soutenu qu’elle n’aurait pas été à l’aise dans des rôles fortement dramatiques comme celui de Norma. Néanmoins, elle reçut un véritable triomphe en 1850 à l’Opéra, lorsqu'elle insista pour débuter avec le rôle tragique de Fidès, qui venait d’être créé l’année précédente par Pauline Viardot. De plus, elle était à même de faire face (quoique sans faire beaucoup de tapage) à des rôles aussi dramatiques qu’Azucena et Ulrica de Il trovatore et Un ballo in maschera de Giuseppe Verdi, et ne recula même pas devant le rôle de baryton de « Don Carlo » de Ernani, qu’elle chanta à Londres en 1847 (probablement dans le ton), après qu'autant Antonio Tamburini que Giorgio Ronconi l’avaient refusé,. Les remarques et les critiques sur ses capacités d’actrice furent ainsi réexaminées, beaucoup d’années après, avec la finesse habituelle et une précise conscience de ses propres limites, par la cantatrice même :

« Dans le cours de ma carrière, sous prétexte que je chantais bien, on ne voulait pas admettre que je composais mes personnages avec vérité. On disait surtout que j’étais froide. Or, j’ai toujours eu un caractère très réfléchi, j’ai toujours voulu éviter de paraître ridicule, et j’aurais été parfaitement ridicule, étant donné ma corpulence, si, dans le rôle d’Arsace, dans la Sonnambula, etc., enfin dans tous les rôles où mon physique semblait un anachronisme, j’avais fait des gestes soit de guerrier, soit de petite fille. Dans la Rosine du Barbier, j’étais une pupille trop bien nourrie pour me permettre de sautiller sur la scène. Bref, dans tous ces rôles, je me bornais à chanter le mieux possible. Dans ceux où il aurait fallu crier, là aussi j’étais froide, par calcul. Car j’avais toujours présents à ma mémoire les conseils de Rossini, et c’est bien aussi ma conviction que le chanteur qui veut conserver sa voix ne doit jamais crier.

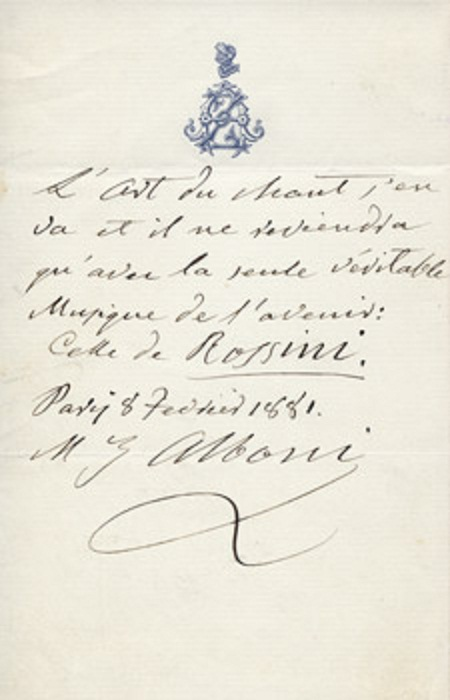
Note manuscrite de Marietta Alboni sur la décadence du bel canto dans la seconde moitié du XIXe siècle.
Le texte en français se lit :
« L'art du chant s'en va et il ne reviendra qu'avec la seule véritable Musique de l'avenir : Celle de Rossini.
Paris, 8 février 1881 »
(signature).

Mais, Dieu merci ! j’ai chanté et joué d’autres rôles où je me trouvais à mon aise. Par exemple j’ai chanté dans toute la France, excepté à Paris, La Fille du régiment de Donizetti. Je pense qu’il doit encore exister de bons vieux et de bonnes vieilles qui m’ont entendue dans cet ouvrage. Non seulement j’avais du succès comme actrice, mais même comme diseuse du poème. Pourquoi ? Parce que je me disais qu’une gaillarde qui a été élevée par des soldats et qui avait vécu en plein air pouvait bien être toute ronde et développée. Et, ma foi, je m’en donnais à cœur joie ! Certes, je n’étais pas une vivandière à l’eau de rose.
En somme, j’avais mon genre, et le public m’a toujours prouvé par ses applaudissements qu’il ne le trouvait pas mauvais. J’ai joué partout, même à Paris, le rôle d’Anna Bolena dans l’opéra de Donizetti ; une maladie du ténor Bélart en interrompit ici les représentations, mais au cours de la saison on me fit chanter très souvent la dernière scène, si dramatique, et à cette occasion je recevais à la chute du rideau autant d’applaudissements des choristes qui se trouvaient en scène que du public qui était dans la salle. La presse n’en revenait pas ; on disait que j’avais changé de genre et que j’avais été très dramatique […] Quant au côté comique de certain rôles, j’espère aussi qu’on se souviendra notamment de celui d’Isabella dans l'Italienne à Alger, où je faisais pouffer de rire mon cher public, de même que dans la vieille tante du Mariage Secret, parce que, là aussi, mon physique ne me gênait pas. Je suis donc convaincue que j’ai été et dramatique et comédienne quand je le pouvais. »

Si l’accueil enthousiaste rendu par la critique en 1850 à son interprétation de Fidès, le rôle d’une cabaretière d'un certain âge dévorée d’amour maternel (et pas du tout empêtrée par la corpulence de l’interprète), démontre amplement l’exactitude des auto-évaluations faites ci-dessus par l’intéressée, il faut quand même ajouter que Marietta Alboni ne fut jamais, jusqu’au bout, une véritable « tragédienne ». Comme Arsace, par exemple, « elle ne réussit pas à faire oublier la Pisaroni, qui dans les rôles travestis montrait plus de prise et de mordant. L’Alboni avait, par contre, dans l’accentuation, cette sorte de langoureuse mollesse qui caractérise les cantatrices élégiaques et qui, si cela la limita comme interprète dramatique, lui permit, en contrepartie, d’être la plus acclamée Cenerentola de son siècle : pour la grâce, l’affection, la tendresse de l’expression, ainsi, bien sûr, que pour la transcendante exécution des passages de colorature ».

## Répertoire

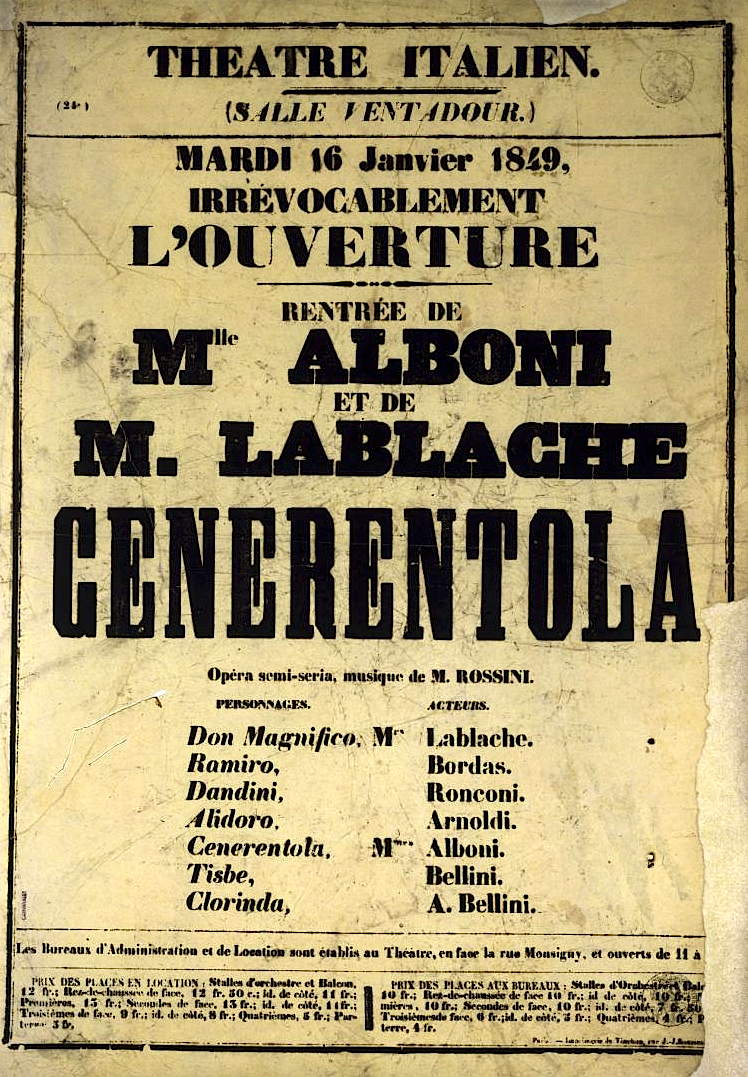
Affiche : Alboni dans La Cenerentola (Paris, Théâtre italien, janvier 1849).

Le répertoire ci-dessous des rôles interprétés par Marietta Alboni se fonde sur la liste de ses rôles dramatiques publiée par Arthur Pougin. Des œuvres ultérieures, dramatiques et non, aussi bien que quelques noms de personnages omis par l'auteur, ont été ajoutés, avec l'indication de la source en bas de page.
- Anna Bolena, de Donizetti - Anna et Smeton[note 15]
- Un ballo in maschera, de Verdi - Ulrica
- Il barbiere di Siviglia, de Rossini - Rosina
- La Cenerentola, de Rossini - Cenerentola
- Charles VI, de Halévy - Odette
- Consuelo, de Giovanni Battista Gordigiani - Anzoletto[note 16]
- Così fan tutte, de Mozart - Dorabella
- Il crociato in Egitto, de Meyerbeer - Felicia[note 17]
- Un curioso accidente, pastiche sur musiques de Rossini
- David, oratorio, de Muhlig
- Don Giovanni, de Mozart - Zerlina
- Don Pasquale, de Donizetti - Norina
- La donna del lago, de Rossini - Malcolm et Elena
- L'ebrea, de Pacini - Berenice[note 18]

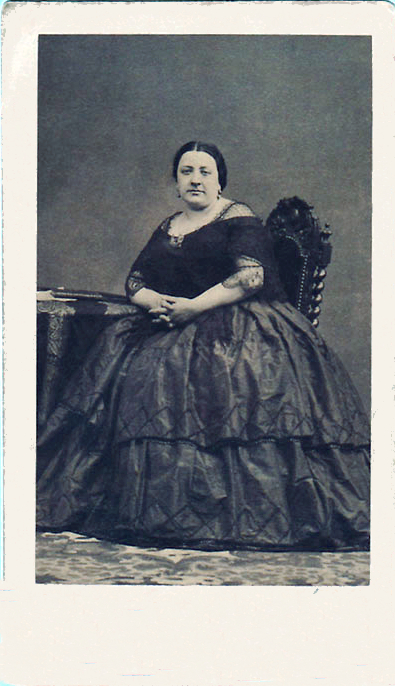
Marietta Alboni,
autre carte de visite d'André Adolphe Eugène Disdéri.

- Ernani, de Verdi - Don Carlo, Giovanna[note 19]
- La Favorite, de Donizetti - Léonor
- La Fille du régiment, de Donizetti - Marie
- La gazza ladra, de Rossini - Pippo et Ninetta
- Giovanna d'Arco[note 20], cantata, de Rossini
- Giulietta e Romeo, de Nicola Vaccaj - Romeo
- Il giuramento, de Mercadante - Bianca[note 21]
- Ildegonda, de Marco Aurelio Marliani - Rizzardo[note 22]
- L'Italiana in Algeri, de Rossini - Isabella
- Lara, de Matteo Salvi - Mirza[note 23]
- Linda di Chamounix, de Donizetti - Pierotto
- Lucrezia Borgia, de Donizetti - Maffio Orsini
- Luisa Miller, de Verdi - Federica[note 24]
- Maria di Rohan, de Donizetti - Gondi
- Martha, de von Flotow - Nancy
- Il matrimonio segreto, de Cimarosa – Fidalma
- Messiah, oratorio de Haendel
- La pazza per amore, de Pietro Antonio Coppola - Nina[note 21]
- Norma, de Bellini - Norma
- Le nozze di Figaro, de Mozart - Le page (Cherubino)
- Oberon, de Weber - Fatima
- Petite messe solennelle, de Rossini[note 25]
- Le Prophète, de Meyerbeer - Fidès
- La Reine de Chypre, de Halévy - Catarina
- Rigoletto, de Verdi - Maddalena
- Saffo, de Pacini - Climene
- Semiramide, de Rossini - Arsace
- La sibilla, de Pietro Torrigiani - Ismailia[note 26]
- Le Siège de Corinthe, de Rossini - Neocle[note 27]
- La sonnambula, de Bellini - Amina
- Stabat mater[note 25], séquence liturgique, de Rossini
- Tancredi, de Rossini - Tancredi
- Il trovatore, de Verdi - Azucena
- Zerline, d'Auber - Zerline[note 28]
- The Bohemian Girl, de Michael William Balfe - Reine des Gitans[note 29]
- Les Huguenots, de Meyerbeer - Le page (Urbain)[note 30]

## Postérité
- Un portrait réalisé par Alexis Joseph Pérignon est conservé au musée Carnavalet.
- La rue Marietta-Alboni et le square Alboni portent son nom dans le 16e arrondissement de Paris[17].